# NetEase
NetEase, Inc. (giản thể: 网易; phồn thể: 網易; Hán-Việt: Võng Dịch; bính âm: Wǎng Yì) là một công ty công nghệ Internet của Trung Quốc cung cấp các dịch vụ trực tuyến tập trung vào nội dung, cộng đồng, truyền thông và thương mại. Công ty được thành lập vào năm 1997 bởi Đinh Lỗi. NetEase phát triển và vận hành trò chơi PC và di động trực tuyến, dịch vụ quảng cáo, dịch vụ email và nền tảng thương mại điện tử ở Trung Quốc. NetEase là một trong những công ty Internet và trò chơi điện tử lớn nhất trên thế giới. NetEase có dịch vụ phát trực tuyến nhạc theo yêu cầu (NetEase Cloud Music). Công ty cũng sở hữu một số trang trại chăn nuôi lợn.
Các trò chơi điện tử của NetEase bao gồm, loạt trò chơi Identity V, Westward Journey, Tianxia III, Heroes of Tang Dynasty Zero, Ghost II, Nostos và Onmyoji. NetEase cũng hợp tác với Activision Blizzard để vận hành các phiên bản Trung Quốc của trò chơi, chẳng hạn như World of Warcraft, StarCraft II và Overwatch.